# مارك باتلر
مارك باتلر (بالإنجليزية: Mark Butler)‏ هو سياسي أسترالي، ولد في 8 يوليو 1970 في أستراليا. حزبياً، نشط في حزب العمال الأسترالي. وقد انتخب عضو مجلس النواب الأسترالي عن دائرة Division of Port Adelaide ‏ (24 نوفمبر 2007 – ).